# Rafin Zomo
Rafin Zomo (auch: Rahin Zamo, Rahin Zomo) ist ein Dorf in der Landgemeinde Wamé in Niger.

## Geographie
Das von einem traditionellen Ortsvorsteher (chef traditionnel) geleitete Dorf befindet sich 26 Kilometer östlich des Hauptorts Wamé der gleichnamigen Landgemeinde, die zum Departement Damagaram Takaya in der Region Zinder gehört. Zu weiteren Siedlungen in Umgebung von Rafin Zomo zählen Baboul im Nordwesten, Tounfafiram im Osten und der Departementshauptort Damagaram Takaya im Südosten.
Rafin Zomo ist Teil der Übergangszone zwischen Sahara und Sahel. Die durchschnittliche jährliche Niederschlagsmenge beträgt hier zwischen 200 und 300 mm. Die Böden um das Dorf sind diskontinuierlich mit Sand bedeckt. Das Grundwasser liegt in einer Tiefe von 45 bis 70 Metern. Die Wasserqualität ist durch Bakterien beeinträchtigt.

## Bevölkerung
Bei der Volkszählung 2012 hatte Rafin Zomo 954 Einwohner, die in 149 Haushalten lebten. Bei der Volkszählung 2001 betrug die Einwohnerzahl 735 in 128 Haushalten und bei der Volkszählung 1988 belief sich die Einwohnerzahl auf 998 in 174 Haushalten.
Die Bevölkerungsdichte in diesem Gebiet ist mit 10 bis 20 Einwohnern je Quadratkilometer relativ gering.

## Wirtschaft und Infrastruktur
Rafin Zomo liegt in einem Gebiet des Übergangs zwischen der Naturweidewirtschaft des Nordens und des Ackerbaus des Südens, was zu Landnutzungskonflikten führt. Transhumante Wodaabe-Viehzüchter halten sich hier mit ihren Herden auf, wenn die Weideflächen in ihren angestammten Gebieten nicht ausreichen. Mit einem Centre de Santé Intégré (CSI) ist ein Gesundheitszentrum im Dorf vorhanden. Es gibt eine Schule.